# Rubycon
Rubycon is het zesde studioalbum van Tangerine Dream (TD). Het werd uitgegeven in 1975. Het is het tweede album van TD voor Virgin Records en borduurt qua stijl verder op de ontwikkelingen van de band, gestart met Phaedra. Het album bestaand uit twee (toen) lange tracks is opgenomen in The Manor Studio te Shipton-on-Cherwell. De titel is een woordspeling op de Rubicon en het Engelse woord voor robijn (ruby). Die robijn was te zien op de promotieposters voor het album.

## Muziek en musici
Track 1: Rubycon part one van Froese, Franke en Baumann (17:18)
- Edgar Froese: mellotron, gitaar en EMS VCS 3 synthesizer
- Christopher Franke: dubbele Moog synthesizer, synthesizers, orgel, aangepast  Elka orgel, geprepareerde piano
- Peter Baumann: orgel, synthesizers, elektrische piano en geprepareerde piano

Track 2: Rubycon part two van Froese, Franke en Baumann (17:35)
- Christopher Franke: dubbele Moog synthesizer, gong, synthesizer, orgel
- Edgar Froese: orgel, mellotron, gitaar, gong, EMS VCS3
- Peter Baumann: elektrische piano, orgel, synthesizer, ARP 2600-synthesizer

## Aanloop
TD trok de studio in nadat ze een groots concert hadden gegeven in de Kathedraal van Reims. Bij het concert waren 5000 mensen in de steenkoude kerk aanwezig, die zo te keer waren gegaan dat parochianen aanstuurden  op een nieuwe inwijding. Het aartsbisdom vond het allemaal wel meevallen. 
In plaats van mysterieuze titels zoals op Phaedra hield TD zich hier beperkt tot twee lange stukken die allebei de titel van het album zijn geworden. Het intro van deel 1 bevat de kosmische stijl van TD, dat overgaat in juist sterke ritmische muziek met een sequencer. Gedurende de twee delen werden diverse klanken aan de mellotron ontfutseld (b.v. hobo). Er werden allerlei trucages toegepast op de opgenomen muziek, TD zag in die jaren de geluidsstudio als het vierde lid van de band. Zo kwamen delen van de opnamen achterstevoren op de plaat.  Van de opnamen zijn lang niet zoveel ongebruikte stukken teruggevonden als bij onderzoek naar Phaedra. Op het verzamelalbum In search of Hades is echter een uitgesponnen intro van deel 1 te horen. Net als bij Phaedra speelden technische problemen de opnamen parten; er waren continue storingen in het elektriciteitsnet rondom Oxford.

## Hitnotering
Het album haalde in het Verenigd Koninkrijk de 10e plaats in de albumlijst, in Nederland haalde het de albumlijst niet.
| Positie: | 40 | 38 | 14 | 20 | 10 | 17 | 15 | 12 | 16 | 25 | 29 | 32 | 43 | 51 | uit |

## Nasleep
Na de uitgifte van het album ging TD op tournee door Australië. Baumann bleek echter onverwachts een reis te hebben geboekt; Michael Hoenig werd verder zonder enig overleg ingeschakeld om zijn plaats in  te nemen. Eenmaal terug kon TD aan de slag in de Royal Albert Hall (2 april 1975) en volgde een korte Franse (vijf concerten) en lange Britse (vijftien concerten) tournee. Tijdens die concerten werden opnamen gemaakt die deels zouden worden gebruikt bij Ricochet.

## Trivia
De hoes van de oorspronkelijke LP versie van Rubycon bevat een oranjekleurig loszittend vel papier van 18 cm op 29 cm, met daarop aan de ene kant een groepsfoto van Tangerine Dream (de lineup Edgar Froese, Christopher Franke, en Michael Hoenig die tijdelijk Peter Baumann verving) met daarboven de tekst TANGERINE DREAM, une musique teutonne idéale pour jouer à la bête à deux dos (Pilote), alsook een Franstalig artikel afkomstig van Christian Hofer (Rock & Folk, maart 1975). Het artikel, met als titel Rêve Orange, beschrijft het wezen van de muziek van Tangerine Dream. Onderaan de tekst is nog te lezen Cheux nous, y a pas que des mauvais!!!. De achterzijde van dit oranjekleurig vel papier is onbedrukt.
De start van het sequencergedeelte uit Rubycon Part 1 werd van 1975 tot 1987 gebruikt als herkenningstune in het laatavondprogramma L'avenir du futur op de Franse televisiezender TF1. In dit programma stond telkens een film centraal die een bepaald bespreekbaar thema behandelde. Meestal was het een ScienceFiction film. Het programma werd later op de avond afgesloten met een debat omtrent het onderwerp van de vertoonde film.